# Hraběšice
Hraběšice (niem. Rabenseifen) – gmina w Czechach, w powiecie Šumperk, w kraju ołomunieckim. Według danych z 2021 r. liczyła 180 mieszkańców.

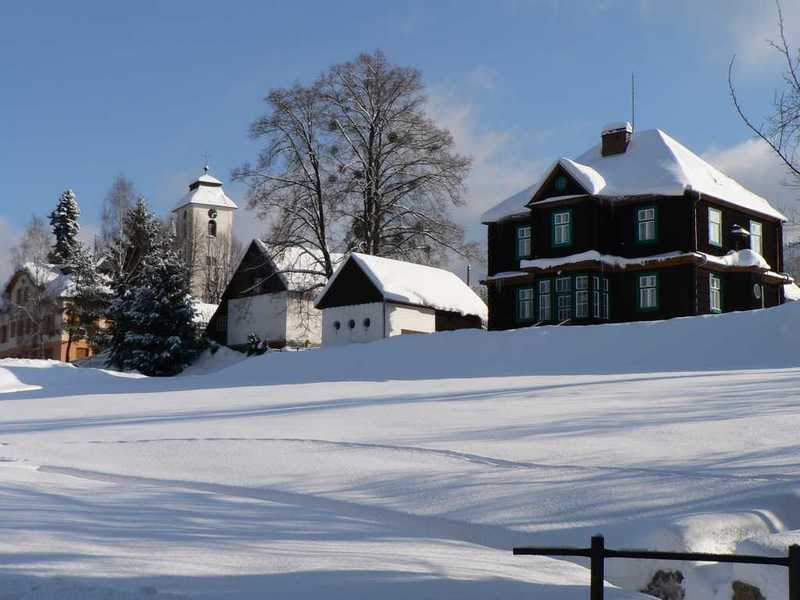
Hraběšice zimą
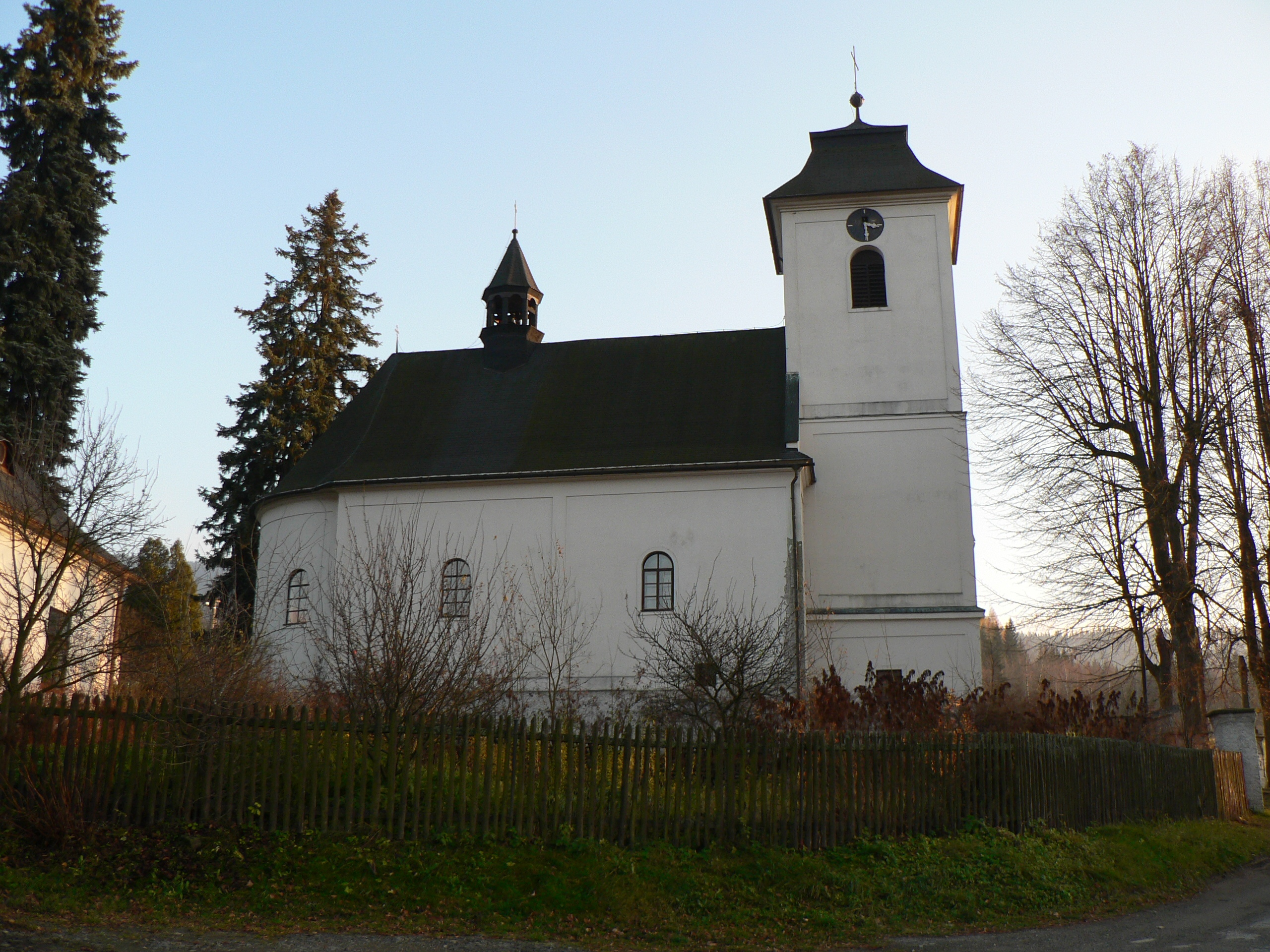
Kościół filialny pw. Świętych Filipa i Jakuba